# Саффолкский университет
Саффолкский университет — частный исследовательский университет в Бостоне, штат Массачусетс. В нем обучается 7560 студентов (включая все кампусы, 7379 — только в Бостоне), что делает его восьмым по величине университетом в столичном Бостоне . Он классифицируется как докторский исследовательский университет по классификации высших учебных заведений Карнеги. Он был основан как юридическая школа в 1906 году и назван в честь своего местоположения в округе Саффолк, штат Массачусет.
Среди выдающихся выпускников университета — мэры, десятки федеральных судьи штатов и члены Конгресса Соединенных Штатов. Университет, расположенный на окраине исторического района Бикон-Хилл, имеет совместное обучение и включает юридическую школу Саффолкского университета , Колледж искусств и наук и бизнес-школу Сойера. Princeton Review недавно отместил Sawyer Business School, как один из топ — 15 в Global Management, а его предпринимательская программа входит в число топ — 25 в США. В выпуске журнала US News за 2015 год Юридическая школа Саффолка заняла 6-е место в Соединенных Штатах по юридической литературе , 13-е место по программе альтернативного разрешения споров и 20-е место по юридическим клиникам.

## История
Университет Саффолка был первоначально основан как юридический факультет в 1906 году бостонским юристом Глисоном Арчером-старшим, который назвал его «Вечерняя юридическая школа Арчера» для студентов-юристов, которые работали в течение дня. Школа была переименована в Suffolk School of Law в 1907 году после того, как Арчер перевез ее из своего дома в Роксбери, штат Массачусетс, в свою юридическую контору в центре Бостона. К 1930 году Арчер превратил Суффолк в одну из крупнейших юридических школ страны и решил создать «отличный вечерний университет», который могли себе позволить рабочие.
Школа стала университетом в 1930-х годах, когда Саффолкский колледж искусств и наук был основан в 1934 году, а бизнес-школа Сойера — тогда известная как Колледж делового администрирования — в 1937 году. В том же году три академических подразделения были включены в Саффолкский университет.
В течение 1990-х годов Саффолк построил свои первые общежития, запустил спутниковые программы с другими колледжами Массачусетса и открыл свои международные кампусы. С 1990 по 2005 год его пожертвования увеличились более чем на 400 %, примерно до 72 миллионов долларов, и число учащихся выросло.

### Президенты (с 1906 г. по настоящее время)
- Глисон Арчер-старший (1906—1948)
- Уолтер Берс (1948—1954)
- Роберт Манс (1954—1960)
- Деннис К. Хейли (1960—1965)
- Джон Э. Фентон (1965—1970)
- Томас Фулхэм (1970—1980)
- Дэниел Перлман (1980—1989)
- Дэвид Сарджент (1989—2010)
- Барри Браун (2010—2012) (промежуточный)
- Джеймс Маккарти (2012—2014)
- Норман Р. Смит (2014—2015 гг.) (Временно)
- Маргарет МакКенна (2015—2016)
- Мариса Келли (2016 — настоящее время)

## Кампус
Главный кампус в центре Бостона расположен на знаменитом Бикон-Хилл, рядом со зданием штата Массачусетс и Верховным судом Массачусетса.
Сегодня существует четыре общежития с совместным обучением, в которых проживает более 65 % первокурсников и в общей сложности 24 % всего бакалавриата:
- Смит Холл;
- Натан Р. Миллер Холл;
- 10 Запад;
- Современный театр.

Общежитие на Тремонт-стрит, 150, в 2018 году переименованное в Смит-холл, было первым, построенным университетом, и в настоящее время в нем проживают студенты в одиночном, парном, четырехместном и люксах с общими ванными комнатами.
Общежитие Натана Р. Миллера (расположенное на Сомерсет-стрит, 10) было открыто в 2005 году и вмещает 15 этажей первокурсников и 2 этажа второкурсников в одиночных, двухместных и четырехместных номерах с общими ванными комнатами на каждые две комнаты.
В 10 Запад Residence Hall, открытом в 2008 году, есть жилье для первокурсников и второкурсников в одиночном и парном разряде. В люксах могут разместиться 3-5 студентов, а в различных люксах (включая полностью оборудованные кухни) могут разместиться от 2 до 8 студентов.
В Miller Hall и 150 Tremont есть кафетерии. Студенты, живущие в 10 West / Modern Theater, могут питаться в 150 Tremont. Университет Саффолка иногда сдает в аренду дополнительные объекты (например, Hyatt & Holiday Inn Beacon Hill).
Общежитие современного театра открылось осенью 2010 года и считается пристройкой к жилому комплексу 10 West Resident Hall. Два общежития имеют общий вход на 10 West Street. Жилой дом современного театра построен над отреставрированным современным театром (Бостон).
Университет также сдает в аренду жилые помещения для студентов по адресу 1047 Commonwealth Avenue, где есть микроквартиры для 2-3 студентов. Осенью 2020 года университет планирует прекратить использование 1047 и начать расселение этих студентов ближе к кампусу в здании Эймса на улице Уан-Корт, которое он приобрел осенью 2019 года.
Помимо основного кампуса в Бостоне, есть дополнительный кампус в Мадриде, Испания.

## Обучение
В Саффолке работает более 900 штатных и дополнительных преподавателей, которые обучают около 10 000 студентов и аспирантов в своем кампусе в Бостоне.
Бизнес-школа Сойера (ранее — Школа менеджмента Сойера) специализируется на глобальном бизнес-образовании. Она предлагает степень бакалавра и магистра. Также предлагаются совместные степени. В настоящее время во всех программах обучаются около 3000 студентов.
Global MBA — это специализированный MBA в области международного бизнеса с интенсивной специализацией в финансах или маркетинге. Программа очного обучения включает 3-месячную стажировку за пределами страны проживания студента. Летом 2010 года стажировки Global MBA проходили в 10 странах. Global MBA с частичной занятостью выполняет либо глобальный экспериментальный исследовательский проект по месту работы, либо трехмесячный консультационный проект, который включает интенсивную двухнедельную резидентуру за пределами США.
Саффолкский колледж искусств и наук имеет семнадцать академических отделов, которые предлагают более семидесяти программ бакалавриата и магистратуры. Среди отделов — Школа искусства и дизайна Новой Англии (NESAD).
Юридическая школа Саффолкского университета, основанная в 1906 году, предлагает стандартную программу Juris Doctor и расширенную программу LLM.
В университете также находятся различные исследовательские центры и институты, в том числе Центры исследований в области преступности и политики в области правосудия, восстановительного правосудия, здоровья женщин и прав человека, Архивы Моакли, Центр поэзии, Центры политических исследований и Лаборатория энергетических исследований Сагана. Центр политических исследований Саффолкского университета (SUPRC) проводит различные научные опросы национальных и региональных политических вопросов.

## Рейтинги
В 2018 году US News поставили Саффолк 177-е место в рейтинге национальных университетов. В 2009 году US News поместили Саффолк в верхний уровень «Лучших магистерских университетов на Севере» и № 7 в «Лучшем колледже: большинство иностранных студентов», посещающих магистерские программы. В издании US News за 2015 год Юридическая школа Саффолка заняла 20-е место в США по количеству юридических клиник, 13-е место по программе альтернативного разрешения споров и 6-е место по юридической литературе. ILRG также имеет множество других категорий и ставит юридический факультет Саффолкского университета на 68-е место в рейтинге самых избирательных юридических школ, на 45-е место по трудоустройству до окончания учебы, на 78-е место по трудоустройству через 9 месяцев. В рейтинге самых желанных юридических школ Саффолк занимает 35-е место среди самых желанных юридических школ страны. Law.com ставит Суффолк на 54-е место в рейтинге «BigLaw» по лучшим тенденциям в области трудоустройства. В 2010 году рейтинг Hylton поместил юридический факультет Саффолкского университета на 94-е место среди всех юридических школ.

## Здания
Университет Саффолка состоит из множества различных зданий, расположенных в центре Бостона и Бикон-Хилл.
- Натан Р. Миллер Холл: жилое здание (Сомерсет-стрит, 10)
- One Beacon Street: несколько этажей для академиков (1 Beacon Street)
- Samia Academic Center (The SAC): Академический корпус (Сомерсет-стрит, 20)
- Фрэнк Сойер Здание: Академический корпус (8 Эшбертон Плейс)
- Розали К. Шталь Центр: академический, административный, здание библиотеки (Тремонт-стрит, 73)
- Зал Дэвида Дж. Сарджента: Закон, здание аспирантуры (Тремонт-стрит, 120)
- Современный театр: театр, общежитие (Вашингтон-стрит, 523—525)
- 10 West Residence Hall: (10 West Street).
- Здание Риджуэй: Легкая атлетика / Тренажерный зал, Штаб-квартира полиции Саффолкского университета, Фитнес-центр Майкла и Ларри Смита (148 Кембридж-стрит)
- Здание Эймса: Жилой Дом будущего (1 Корт-стрит)
- Спортивные поля и комплекс: (Портер-стрит, 150)
- Зал Дэвида Дж. Сарджента: Закон, здание аспирантуры (Тремонт-стрит, 120)
- Современный театр: театр, общежитие (Вашингтон-стрит, 523—525)
- 10 West Residence Hall: (10 West Street).
- Здание Риджуэй: Легкая атлетика / Тренажерный зал, Штаб-квартира полиции Саффолкского университета, Фитнес-центр Майкла и Ларри Смита (148 Кембридж-стрит)
- Здание Эймса : Жилой Дом будущего (1 Корт-стрит)
- Спортивные поля и комплекс: (Портер-стрит, 150)

## Известные люди

### Известные преподаватели и попечители
- Патрисия Браун, почетный библиотекарь права и профессор;
- Джозеф Глэннон, профессор, известный автор текстов о правонарушениях и гражданском процессе;
- Джозеф П. Хоар, попечитель, главнокомандующий Центральным командованием США;
- Джеральд Пири, профессор коммуникаций, известный кинокритик, обозреватель и обозреватель;
- Сьюзан Старр Серед, старший научный сотрудник Центра женского здоровья и прав человека Саффолкского университета, автор книг о женском здоровье.